# Saucerottia
Genre
Saucerottia est un genre d'oiseaux de la famille des Trochilidae.

## Nomenclature
Le nom fut créé en 1846 par Adolphe Delattre et Jules Bourcier en l'honneur du médecin et ornithologue Antoine Constant Saucerotte (1805-1884).

## Taxinomie
Après des études phylogénétiques en 2014, ces espèces furent relocalisées du genre Amazilia vers leur genre d'origine.

## Liste des espèces
Selon le Congrès ornithologique international (ordre phylogénique), il comporte onze espèces :
- Saucerottia cyanocephala – Ariane à couronne azur
- Saucerottia hoffmanni – Ariane de Hoffmann
- Saucerottia beryllina – Ariane béryl
- Saucerottia cyanura – Ariane à queue bleue
- Saucerottia edward – Ariane d'Edward
- Saucerottia saucerottei – Ariane de Sophie
- Saucerottia cyanifrons – Ariane à front bleu
- Saucerottia castaneiventris – Ariane à ventre roux
- Saucerottia viridigaster – Ariane à ventre vert
- Saucerottia tobaci – Ariane de Félicie
- Saucerottia cupreicauda – Ariane à queue cuivrée